# Okříšky
Okříšky (in tedesco Klein Wartenberg) è un comune mercato della Repubblica Ceca facente parte del distretto di Třebíč, nella regione di Vysočina. Dal 2002 è gemellato con il comune italiano di San Pier d'Isonzo nella regione Friuli-Venezia Giulia.